# مارک کالیومائه
مارک کالیومائه (استونیایی: Marek Kaljumäe؛ زادهٔ ۱۸ فوریهٔ ۱۹۹۱) بازیکن فوتبال اهل استونی است.
از باشگاه‌هایی که در آن بازی کرده‌است می‌توان به باشگاه فوتبال آزد آلکمار، باشگاه فوتبال لوادیا تالین، و باشگاه فوتبال ناروا ترانس اشاره کرد.
وی همچنین در تیم‌های ملی فوتبال زیر ۱۷ سال استونی، زیر ۱۹ سال استونی، زیر ۲۱ سال استونی، زیر ۲۳ سال استونی، و استونی بازی کرده‌است.